# 大屋好正
大屋 好正（おおや よしまさ、1953年10月26日 - ）は、和歌山県海南市出身の元プロ野球選手。ポジションは投手。

## 来歴・人物
海南高校では、1971年のドラフト9位で西鉄ライオンズに指名されるが、入団拒否し専修大学へ進学。当時の専大は東都大学野球リーグ二部に低迷していたが、3年生の時に1年上の吉武正成と投の二本柱を組み、1974年春季リーグに二部優勝。入替戦で青学大を降し一部リーグ昇格に貢献する。1975年には第11回アジア野球選手権大会日本代表に選出された。リーグ通算31試合登板、14勝11敗、防御率2.29、97奪三振。大学同期に金島正彦（中退）がいる。
1975年のドラフトで西鉄の後身である太平洋クラブライオンズから3位指名を受け、今度は入団。2年目の1977年にウエスタン・リーグで防御率1位を記録。1978年には一軍で20試合に登板、うち5試合は先発として起用され初勝利も記録。しかし翌1979年には登板機会がなく、同年限りで引退。
入団当時はスリークォーター。コントロールが良く、速球とシュートで打者を打ち取る。 入団3年目にサイドスローに変更。球種はシュート、カーブ、チェンジアップ等。

## 詳細情報

### 年度別投手成績
| 年 度    | 球 団    | 登 板 | 先 発 | 完 投 | 完 封 | 無 四 球 | 勝 利 | 敗 戦 | セ 丨 ブ | ホ 丨 ル ド | 勝 率 | 打 者 | 投 球 回 | 被 安 打 | 被 本 塁 打 | 与 四 球 | 敬 遠 | 与 死 球 | 奪 三 振 | 暴 投 | ボ 丨 ク | 失 点 | 自 責 点 | 防 御 率 | W H I P |
| -------- | -------- | ----- | ----- | ----- | ----- | -------- | ----- | ----- | -------- | ----------- | ----- | ----- | -------- | -------- | ----------- | -------- | ----- | -------- | -------- | ----- | -------- | ----- | -------- | -------- | ------- |
| 1978     | クラウン | 20    | 5     | 0     | 0     | 0        | 1     | 3     | 0        | --          | .250  | 247   | 53.2     | 75       | 9           | 15       | 0     | 4        | 22       | 0     | 0        | 33    | 29       | 4.83     | 1.68    |
| 通算:1年 | 通算:1年 | 20    | 5     | 0     | 0     | 0        | 1     | 3     | 0        | --          | .250  | 247   | 53.2     | 75       | 9           | 15       | 0     | 4        | 22       | 0     | 0        | 33    | 29       | 4.83     | 1.68    |

### 記録
- 初登板：1978年4月1日、対近鉄バファローズ前期1回戦（平和台球場）、4回表から2番手で救援登板、1回2/3を4失点
- 初先発：1978年5月5日、対阪急ブレーブス前期7回戦（平和台球場）、2回0/3を2失点で敗戦投手
- 初勝利：1978年6月20日、対ロッテオリオンズ前期11回戦（川崎球場）、3回表から2番手で救援登板・完了、7回1失点

### 背番号
- 43 （1976年 - 1979年）